# Dell City
Dell City är en ort i Hudspeth County i Texas. Vid 2020 års folkräkning hade Dell City 615 invånare.

## Kända personer från Dell City
- Laura Lynch, musiker